# Episodi di High School Musical: The Musical - La serie (prima stagione)
La prima stagione della serie televisiva High School Musical: The Musical - La serie, basata sul film High School Musical, composta da 10 episodi, viene trasmessa sulla piattaforma Disney+ dal 12 novembre 2019 al 10 gennaio 2020. La prima puntata è stata mandata in onda in anteprima l'8 novembre 2019. In Italia la stagione è stata distribuita sulla piattaforma Disney+ a partire dal 24 marzo 2020 al 22 maggio 2020.
| n°       | Titolo originale                                          | Titolo italiano                                         | Pubblicazione USA | Pubblicazione Italia |
| -------- | --------------------------------------------------------- | ------------------------------------------------------- | ----------------- | -------------------- |
| 1        | The Auditions                                             | Le audizioni                                            | 8 novembre 2019   | 24 marzo 2020        |
| 2        | The Read-Through                                          | La prima lettura                                        | 15 novembre 2019  | 27 marzo 2020        |
| 3        | The Wonderstudies                                         | Sospetti e conferme                                     | 22 novembre 2019  | 3 aprile 2020        |
| 4        | Blocking                                                  | In ritardo alle prove                                   | 29 novembre 2019  | 10 aprile 2020       |
| 5        | Homecoming                                                | Una serata speciale                                     | 6 dicembre 2019   | 17 aprile 2020       |
| 6        | What Team?                                                | Chi vince?                                              | 13 dicembre 2019  | 24 aprile 2020       |
| 7        | Thanksgiving                                              | Il Giorno del Ringraziamento                            | 20 dicembre 2019  | 1º maggio 2020       |
| 8        | The Tech Rehearsal                                        | Prove tecniche                                          | 27 dicembre 2019  | 8 maggio 2020        |
| 9        | Opening Night                                             | Il Debutto                                              | 3 gennaio 2020    | 15 maggio 2020       |
| 10       | Act Two                                                   | Secondo atto                                            | 10 gennaio 2020   | 22 maggio 2020       |
| Speciale |                                                           |                                                         |                   |                      |
| 11       | High School Musical: The Musical: The Series: The Special | High School Musical: The Musical: La serie: Lo speciale | 11 dicembre 2020  | 11 dicembre 2020     |